# Draba eriopoda
Draba eriopoda är en korsblommig växtart som beskrevs av Porphir Kiril Nicolai Stepanowitsch Turczaninow. Draba eriopoda ingår i släktet drabor, och familjen korsblommiga växter. Inga underarter finns listade i Catalogue of Life.